# Кнесет (Израел)
Кнесет (на иврит: כנסת‎; в буквален превод „събрание“) е законодателният орган на властта в Израел, неговият парламент. Броят на членовете му е 120, които се избират по партийни списъци.
Тъй като Израел е парламентарна република, Кнесетът е нейният върховен орган на властта. След избирането на президент на Израел се провежда съвещание с всяка от победилите фракции и за глава на правителството (премиер-министър) се назначава онзи, който е „най-способен“ да сформира коалиционно правителство. Обикновено това е лидерът на най-голямата от избраните партии. От 1996 до 2001 г. премиер-министърът на Израел се избира с пряк народен вот.
Съставът на правителството трябва да получи мнозинство от членовете на Кнесета. Те, веднъж на 7 години, избират президента на Израел, който изпълнява предимно церемониални функции. Срокът на пълномощията на Кнесета е 4 години.
Един от основните закони на страната, законът за Кнесета, установява четиригодишният период на пълномощия на всеки парламентарен състав от деня на неговото избиране. Законът назначава нови избори на третия вторник от месец хешван в годината на приключване на пълномощията на настоящия Кнесет. В случай, че предишната година е била високосна, изборите се провеждат в първия вторник на хешван. След четири години се обявява разпускането на Кнесета и се провеждат нови избори. Но Кнесетът има право да измести датата за разпускане, да съкрати или да удължи срока на своите пълномощия. В Израел процентовата бариера е много ниска – 2%, и затова в Кнесета обикновено са представени най-малко 10 партии.
Първият Кнесет е избран на 24 тевет 1909 година – 24 януари 1949 г.